# ماروم
ماروم (به هلندی: Marum) یک شهرستان در هلند است که در خرونینگن واقع شده‌است. ماروم ۳ متر بالاتر از سطح دریا واقع شده‌است.